# LUKK Ełk
LUKK Ełk – ludowy uczniowski klub kolarski z siedzibą w Ełku. Działający przez wiele lat przy ełckim PRIM-ie. Obecnie w klubie trenują dziewczęta i chłopcy w wieku 12–17 lat.

## Historia
Pierwszym kierownikiem sekcji kolarskiej przy Przedsiębiorstwie Robót Instalacyjno-Montażowych w Ełku po II wojnie światowej został Konstanty Gajewski. Trenerami klubu byli kolejno: Emil Sawicki, Waldemar Grygo, Dieter Kleinschmidt. Wciąż aktywnym trenerem jest Waldemar Grygo, który pełni tę funkcję od 1973 roku. W latach 1958–1963 zawodnikiem i trenerem w klubie był Wojciech Walkiewicz, wieloletni prezes PZKol., obecnie Europejskiej Unii Kolarskiej. W 1981 karierę w klubie rozpoczął najbardziej znany wychowanek, późniejszy zwycięzca Tour de Pologne – Cezary Zamana. Wśród najbardziej utytułowanych zawodników klubu znajdują się Jan Wiejak, Marek Zawistowski, Artur Ziółkowski, Tomasz Bukowski (Mistrzostwa Polski MTB 1993, Krynica Zdrój). W Ełku trzykrotnie odbyły się Mistrzostwa Polski w kolarstwie przełajowym w latach 1998, 2005 i 2012.

## Sukcesy
- 1985 – 2. miejsce w Mistrzostwach Polski w kolarstwie przełajowym mężczyzn w Bieganowie – Jan Wiejak
- 1986 – 2. miejsce w Mistrzostwach Polski w kolarstwie przełajowym mężczyzn w Kielcach – Jan Wiejak
- 1987 – 3. miejsce w Mistrzostwach Polski w kolarstwie przełajowym mężczyzn w Żyrardowie – Jan Wiejak
- 2006 – 3. miejsce w Mistrzostwach Polski w kolarstwie przełajowym kobiet w Słubicach – Marzena Wasiuk
- 2010 – Mistrzostwo Polski w kolarstwie przełajowym kobiet w Szczekocinach – Marzena Wasiuk; Mistrzostwo Polski juniorek w kolarstwie przełajowym – Małgorzata Zalewska[2]
- 2011 – 2. miejsce w Mistrzostwach Polski w kolarstwie przełajowym kobiet w Gościęcinie – Marzena Wasiuk[3]
- 2012 – Mistrzostwo Polski w kolarstwie przełajowym kobiet w Ełku – Olga Wasiuk[4]